# Christine Lehner
Christine Lehner (født 15. maj 1952 i Boston, Massachusetts) er en amerikansk forfatter. Hun fik en bachelorgrad (1974) på College of Creative Studies ved UCSB og en magistergrad i engelsk (1977) på Brown University.

Hun udgav romanen Expecting i 1981. Efter at hun fik to børn, vendte hun tilbage til den litterære verden i 2000 med noveller og publikationer i flere tidsskrifter. Senest har hun udgivet What to Wear to see the Pope. I denne samling af korte historier fokuserer hun på temaer om familien, særhed og hagiografi. Hendes litterære påvirkninger omfatter Virginia Woolf, Karen Blixen og Herman Melville.